# Alpaida trilineata
Alpaida trilineata là một loài nhện trong họ Araneidae.
Loài này thuộc chi Alpaida. Alpaida trilineata được Władysław Taczanowski miêu tả năm 1878.